# Vénissieux
Vénissieux (frankoprovansalsko Vènissiœx) je južno predmestje Lyona in občina v vzhodnoosrednjem francoskem departmaju Rhône regije Rona-Alpe. Leta 2019 je naselje imelo 67.000 prebivalcev.

## Geografija
Naselje se nahaja na vzhodnem bregu reke Rone jugovzhodno od Lyona; je za Villeurbannom njegovo drugo največje predmestje.

## Administracija
Vénissieux je sedež dveh kantonov:
- Kanton Vénissieux-Jug (del občine Vénissieux: 30.672 prebivalcev),
- Kanton Vénissieux-Sever (del občine Vénissieux: 29.183 prebivalcev).

Oba kantona sta sestavna dela okrožja Lyon.

## Pobratena mesta
- Joal (Senegal),
- Jodino (Belorusija),
- Manises (Španija),
- Novy Jicin (Češka),
- Oschatz (Nemčija).